# The Memory Remains
The Memory Remains (с англ. — «Память остаётся») — первый сингл американской трэш-метал-группы Metallica из альбома ReLoad. Песня написана Джеймсом Хетфилдом и Ларсом Ульрихом. Также в записи участвовала английская певица и актриса Марианна Фэйтфулл.

## Демо
Демо-версия песни называется «Memory» и была записана в домашней музыкальной студии Ларса Ульриха «Dungeon» 6 марта 1995 года (дубль 1) и 17 марта 1995 (дубль 2).

## Другие версии
Группа, с Марианной Фейтфул, исполнила песню 6 декабря 1997 в прямом эфире Saturday Night Live. Концертная версия песни была выпущена на второй стороне сингла "The Unforgiven II". В 1999 году песня была исполнена на нескольких симфонических концертах S&M (дирижёр Майкл Кэймен).  Другая концертная версия была включена в сборник "Orgulho, Paixão e Glória: Três Noites na Cidade do México" в 2009 году. 7 декабря 2011 года группа вновь исполнила эту песню вместе с Марианной Фейтфул в Fillmore в Сан-Франциско.

### Каверы
Несколько групп сделали каверы на песню (в прямом эфире или на записи), такие как The Kovenant, Spleen, Iron Horse, The Stanford Harmonics и др.

## Клип
Клип «The Memory Remains» снимался режиссёром Полом Андерсоном. Он имеет сюрреалистическую, "антигравитационную" концепцию. Группа играет на большой подвесной платформе, как на огромных качелях, в полной мере и совершает непрерывные повороты на протяжении всей композиции. Платформа и группа фактически остаются неподвижными относительно земли, а комната (гигантская коробка) вращается вокруг него. В середине песни Марианна Фэйтфул поёт в темном коридоре и вращает рукоятку шарманки. В некоторых сценах деньги падают вниз, словно дождь.
Согласно энциклопедии Metallica, видеоклип был снят в аэропорту Ван Найс и обошёлся в 400 тысяч долларов, с большой платформой стоимостью более 100 тысяч долларов. Впервые был показан на MTV 15 ноября 1997 года.

## Список композиций
| №  | Название                                          | Автор(ы)                     | Длительность |
| -- | ------------------------------------------------- | ---------------------------- | ------------ |
| 1. | «The Memory Remains»                              | Джеймс Хэтфилд, Ларс Ульрих  | 4:38         |
| 2. | «Fuel for Fire» (незавершенное, с другим текстом) | Хэтфилд, Ульрих, Кирк Хэммет | 4:41         |
| 3. | «Memory» (демо)                                   | Хэтфилд Ульрих               | 6:41         |

| №  | Название                                                               | Автор(ы)                | Длительность |
| -- | ---------------------------------------------------------------------- | ----------------------- | ------------ |
| 1. | «The Memory Remains»                                                   | Хэтфилд, Ульрих         | 4:38         |
| 2. | «The Outlaw Torn» (Unencumbered by Manufacturing Restrictions Version) | Хэтфилд, Ульрих         | 10:48        |
| 3. | «King Nothing» (Tepid Mix)                                             | Хэтфилд, Ульрих, Хэммет | 5:07         |

| №  | Название                          | Автор(ы)                      | Длительность |
| -- | --------------------------------- | ----------------------------- | ------------ |
| 1. | «The Memory Remains»              | Хэтфилд, Ульрих               | 4:38         |
| 2. | «For Whom the Bell Tolls» (Спаун) | Хэтфилд, Ульрих, Клифф Бёртон | 4:39         |

## Участники записи
Metallica
- Джеймс Хетфилд — вокал, ритм-гитара; гитарные соло в «The Outlaw Torn»
- Кирк Хэммет — соло-гитара, ритм-гитара
- Джейсон Ньюстед — бас-гитара, бэк-вокал
- Ларс Ульрих — ударные

Дополнительный исполнитель
- Марианна Фэйтфулл — вокал (в рефренах и на конце)

Производство
- «The Memory Remains», «Fuel for Fire», и «The Outlaw Torn» продюсер — Боб Рок совместно с Хэтфилдом и Ульрихом
- «The Memory Remains» и «Fuel for Fire» запись — Рэнди Стоб
- «The Outlaw Torn» сведение — Майк Фрейзер
- «The Memory Remains» и «The Outlaw Torn» мастеринг — Джордж Марино
- «King Nothing» (Tepid Mix) — Саша Конецко
- «For Whom the Bell Tolls» (Haven’t Heard It Yet Mix) — DJ Spooky

## Позиции в чартах
| Чарт (1997)                          | Позиция |
| ------------------------------------ | ------- |
| Австралия (ARIA)                     | 6       |
| Австрия (Ö3 Austria Top 40)          | 20      |
| Бельгия/Фландрия (Ultratop 50)       | 28      |
| Канада (Nielsen SoundScan)           | 4       |
| Канада (RPM Rock/Alternative)        | 25      |
| Чехия (IFPI)                         | 4       |
| Дания (Tracklisten)                  | 13      |
| Европа (Eurochart Hot 100)           | 13      |
| Финляндия (Suomen virallinen lista)  | 1       |
| Германия (GfK)                       | 20      |
| Венгрия (Mahasz)                     | 4       |
| Исландия (Íslenski Listinn Topp 40)  | 1       |
| Ирландия (IRMA)                      | 13      |
| Нидерланды (Dutch Top 40)            | 17      |
| Нидерланды (Single Top 100)          | 15      |
| Новая Зеландия (Recorded Music NZ)   | 23      |
| Норвегия (VG-lista)                  | 3       |
| Польша (Music & Media)               | 12      |
| Шотландия (OCC Scotland)             | 14      |
| Испания (AFYVE)                      | 3       |
| Швеция (Sverigetopplistan)           | 4       |
| Швейцария (Schweizer Hitparade)      | 30      |
| Великобритания (OCC UK Singles)      | 13      |
| Великобритания (OCC UK Rock & Metal) | 1       |
| США (Billboard Hot 100)              | 28      |
| США (Billboard Mainstream Rock)      | 3       |

## Сертификация
| Регион                                                                      | Сертификация | Продажи |
| --------------------------------------------------------------------------- | ------------ | ------- |
| Австралия (ARIA)                                                            | Платиновый   | 70 000  |
| США (RIAA)                                                                  | Золотой      | 500 000 |
| Данные о продажах + прослушиваниях приведены только на основе сертификации. |              |         |